# 利普基 (莫斯季斯卡區)
49°43′37″N 23°4′56″E / 49.72694°N 23.08222°E
利普基（烏克蘭語：Липки），是烏克蘭西部的村莊，隸屬利維夫州的亞沃里夫區。該村始建於1940年，面積0.05平方公里，海拔高度248米，2001年人口12，人口密度每平方公里222.22人。